# Audrey Tautou
Audrey Justine Tautou, född 9 augusti 1976 i Beaumont, Puy-de-Dôme, är en fransk skådespelare. Audrey Tautou är bland annat känd för rollen som Amélie Poulain i filmen Amelie från Montmartre samt som Sophie Neveu i Da Vinci-koden, filmatiseringen av Dan Browns bästsäljare.

## Filmografi (urval)
- 1999 – Vénus Beauté (Institut)
- 2001 – Amelie från Montmartre
- 2002 – Vansinnigt förälskad
- 2002 – Den spanska lägenheten
- 2002 – Dirty Pretty Things
- 2003 – Happy End
- 2004 – En långvarig förlovning
- 2005 – Förälskad, förvirrad
- 2006 – Da Vinci-koden
- 2006 – Priceless
- 2007 – Tillsammans är man mindre ensam
- 2009 – Coco - livet före Chanel
- 2010 – Vackra lögner
- 2011 – Nathalie
- 2012 – Therese D.
- 2013 – Dagarnas skum
- 2016 – Jacques – Havets utforskare